# Charlotte et Véronique
Charlotte et Véronique és una pel·lícula dirigida per Jean-Luc Godard, estrenada el 1959.

## Argument
Charlotte i Verònica són estudiants i ocupen el mateix pis a París. Se citen al "Luco", el jardí de Luxemburg. Charlotte, arribada la primera, s'impacienta i es deixa afalagar per un cert Patrick, que la convida a una copa i després queda amb ella. Un cop ha marxat Charlotte, arriba Véronique i és abordada pel mateix Patrick qui li deixa anar el mateix discurs amb una cita per a l'endemà passat. De tornada a casa seva, Charlotte i Verònica evoquen la seva trobada amb el seu Patrick respectiu. Abans d'adonar-se, l'endemà, veient un home abraçar una dona al carrer, que es tracta de la mateixa persona.

## Repartiment
- Jean-Claude Brialy: Patrick
- Anne Colette: Charlotte
- Nicole Berger: Véronique

## Crítica
François Truffaut, que el 1958 és només un crític cinematogràfic, opina favorablement a la revista Cahiers du cinéma aquest brillant curtmetratge rodat en 16 mm. Els simpàtics personatges de les dues noies, Charlotte i Véronique, retornen en les pel·lícules d'altres autors de la Nouvelle Vague, primer Rohmer (en els curts Charlotte et son steak del 1951 on actua un joveníssim – i irreconeixible – Godard, i Veronique et son cancre del 1958). Però també Godard rodarà el 1959 Charlotte et son jules.
Godard havia col·laborat amb produccions Braunberger com a muntador i escriptor d'arguments i diàlegs: els dos es van conèixer gràcies al director Yves Allégret, amic comú; i en les amistats d'aquest darrer Godard troba les dues actrius que actuaran en el curt, Nicole Berger (nora de Braunberger) i la seva amiga Anne Colette. Jean-Claude Brialy és en canvi ja un membre actiu de la banda de cinefils que roda al voltant de Rohmer.

## De la mateixa sèrie
- 1951: Présentation ou Charlotte et son steak d'Éric Rohmer
- 1958: Véronique et son cancre d'Éric Rohmer
- 1958: Charlotte et son jules de Jean-Luc Godard